# Liste deutschsprachiger Weihnachtslieder

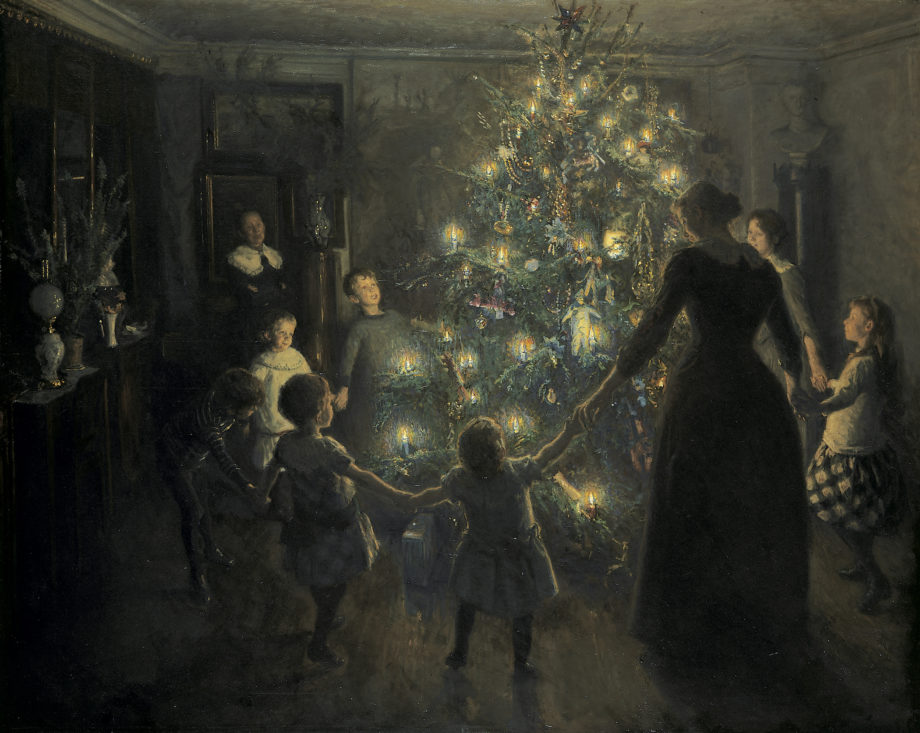
Frohe Weihnachten, Gemälde von Viggo Johansen, 1891

Zur hier verwendeten Terminologie vergleiche den entsprechenden Abschnitt im Artikel Weihnachtslied
Dies ist eine Liste deutschsprachiger Weihnachtslieder. Das Spektrum dieser Lieder reicht von aus dem Spätmittelalter stammenden Kirchenliedern, die der kirchlichen Liturgie verpflichtet waren, bis hin zu modernen Dichtungen.
Hier werden sowohl liturgische Weihnachtslieder als auch weihnachtliche Volkslieder aufgelistet. Außerhalb des liturgischen Kontextes wird oftmals nicht zwischen Advents- und Weihnachtsliedern unterschieden. Daher sind hier auch Lieder genannt, die in strengerer Terminologie als Adventslieder bezeichnet werden.
Die Liste enthält alle liturgischen Weihnachtslieder aus dem katholischen Gesangbuch Gotteslob und aus dem Evangelischen Gesangbuch. Damit ist das Korpus, die Gesamtheit der zugrundegelegten Titel, bei den liturgischen Weihnachtsliedern klar umrissen.
Die Liste enthält auch weihnachtliche Volkslieder. Hier ist die Definition des Korpus schwieriger. Letztlich ist die Aufnahme der Volkslieder von einer pragmatischen Entscheidung geprägt: Die Volkslieder sind Schul-, Volks- und Weihnachtsliederbüchern sowie wissenschaftlichen Publikationen entnommen. Die Vollständigkeit der nichtkonfessionellen Weihnachtslieder kann hier nicht garantiert werden.
Auch Winterlieder ohne expliziten weihnachtlichen Bezug tauchen in dieser Liste auf. Dies hat zwei Gründe: Zum einen ist die Abgrenzung Winterlied/Weihnachtslied in manchen Fällen schwierig, zum Beispiel bei Liedern, deren profanierte, verweltlichte Fassung bekannter ist als das ursprüngliche Weihnachtslied, wie dies etwa bei Es ist für uns eine Zeit angekommen der Fall ist; oder die Abgrenzung würde einen Weihnachtsbegriff voraussetzen, der sich auf das konfessionelle Weihnachtsfest beschränkt, dies würde beispielsweise O Tannenbaum aus dieser Liste ausschließen, weil dort der Tannenbaum als säkular-weihnachtliches Symbol besungen wird, ohne dass ein expliziter Bezug zu Jesu Geburt hergestellt wird. Zum anderen sind viele dieser Winterlieder durch ihre Editionsgeschichte, besonders im nichtkonfessionellen Kontext, stark mit Weihnachten assoziiert. Diese Liste will einen möglichst umfassenden Überblick über das Liedgut bieten, das zur Weihnachtszeit gesungen wird, und listet daher sowohl konfessionell gebundene als auch nichtkonfessionelle Lieder auf. Der Kontext eines Liedes wird dabei zum Teil – vor allem bei den liturgischen Advents- und Weihnachtsliedern – durch die jeweils angegebene Quelle ersichtlich.
Viele Weihnachtslieder haben eine lange und bewegte Editionsgeschichte hinter sich und liegen in verschiedenen Varianten und Lesarten vor. Existieren Varianten mit unterschiedlichen Titeln, so ist der heute weniger verbreitete Alternativtitel in Klammern mit angegeben – wie etwa bei „Es ist ein Ros entsprungen (Es ist ein Reis entsprungen)“.
Von diesen editorischen Varianten zu unterscheiden sind Kontrafakturen, bei denen ein völlig neuer Text auf eine alte Melodie geschrieben wurde. Diese Kontrafakturen werden in dieser Liste als eigenständiges Lied genannt. Die Spalte „Kontrafaktur“ in der Zeile des Liedes A gibt alle melodiegleichen Lieder an. Die älteste, originale Textfassung ist dabei jeweils kursiv markiert.
Siehe auch: Die Liste fremdsprachiger Weihnachtslieder
| Titel des Liedes | Ursprung des Textes                                                                               | Ursprung der Melodie | Datierung des Textes                              | Datierung der Melodie                                                                                   | Kontrafaktur |
| --- | ------------------------------------------------------------------------------------------------- | --- | ------------------------------------------------- | --- | --- |
| 100.000 Friedenslichter | Kristina Bach                                                                                     | (basiert auf) Felix Mendelssohn Bartholdy                                                                                         | 2009                                              | 1840 | Interpreten: Florian Silbereisen, Andrea Berg u. a.                                                                                        |
| 24 lüttje Dör'n | Rolf Zuckowski                                                                                    | Rolf Zuckowski |                                                   | | |
| A, a, a! Das Kindlein lieget da | aus Oberbayern                                                                                    | aus Oberbayern |                                                   | | |
| A bärige Weihnacht |                                                                                                   | |                                                   | | Interpret: Hansi Hinterseer |
| Ach lieber Herre Jesu Christ | Heinrich Laufenberg                                                                               | | um 1400                                           | | |
| Advent, Advent, ein Lichtlein brennt                                                                                               | mündlich überliefert                                                                              | verschiedene Melodien |                                                   | | |
| Advent, Advent, ein Lichtlein brennt                                                                                               | Hans Poser                                                                                        | Hans Poser | 1982                                              | 1982 | |
| Alle Jahre wieder | Wilhelm Hey                                                                                       | Friedrich Silcher | 1837                                              | 1842 | |
| Alle Jahre wieder |                                                                                                   | |                                                   | | Interpret: Frank Wesemann |
| Alle Welt springe und lobsinge | nach Omnis mundus jocundetur                                                                      | Hs. Hohenfurt (CZ-VB, 28) |                                                   | Mitte 15. Jh.                                                                                           | Omnis mundus jocundetur |
| Als die Welt verloren | Gustav Kucz, nach „Gdy się Chrystus rodzi“                                                        | aus Polen | 1954                                              | vor 1883                                                                                                | Gdy się Chrystus rodzi |
| Als du kamst zur Erde nieder | aus Donauschwaben und Tirol                                                                       | aus Donauschwaben und Tirol | Mitte des 19. Jahrhunderts                        | Mitte des 19. Jahrhunderts                                                                              | |
| Als ein behutsam Licht (Anbetung des Kindes)                                                                                       | Josef Weinheber                                                                                   | Ernst-Lothar von Knorr, Deutschland, Otto Strobl, Wien, Heinz Martin Lonquich, 20. Jahrhundert Sebastian H. Unterberger, Salzburg | 1. Hälfte des 20. Jahrhunderts                    | Knorr, 20. Jahrhundert Strobl, 20. Jahrhundert Heinz Martin Lonquich, 20. Jahrhundert Unterberger, 2017 | |
| Als ich bei meinen Schafen wacht’                                                                                                  | Friedrich Spee von Langenfeld                                                                     | Gesangbuch des Peter von Brachel, Köln                                                                                            | 1623                                              | 1623 | in England als Echo Hymn bekannt |
| Als Jesus auf die Erde kam | Martin Gotthard Schneider                                                                         | Martin Gotthard Schneider |                                                   | | |
| Als Jesus Christ geboren ward |                                                                                                   | aus Augsburg | 16. Jahrhundert                                   | 1590 | |
| Als Kaiser Augustus | aus Sachrang (Oberbayern)                                                                         | aus Sachrang (Oberbayern) |                                                   | | |
| Also hat Gott die Welt geliebt | Joh 3,16                                                                                          | Volker Ochs |                                                   | um 1980                                                                                                 | |
| Also liebt Gott die arge Welt | Kurt Müller-Osten nach                                                                            | Gerhard Schwarz | 1939/1950                                         | 1939 | |
| Am Weihnachtsbaum die Lichter brennen                                                                                              | Hermann Kletke                                                                                    | | 1841                                              | 19. Jahrhundert                                                                                         | |
| Auf dem Berge, da wehet der Wind (Auf dem Berge, da gehet der Wind)                                                                | aus Schlesien                                                                                     | aus Schlesien | 18. Jahrhundert                                   | um 1840                                                                                                 | |
| Auf die Straßen fällt ein Schnee                                                                                                   | Hans Möskenthin                                                                                   | Rolf Lukowsky | 20. Jahrhundert                                   | 20. Jahrhundert                                                                                         | |
| Auf einmal (Weihnachtsschlager) | Hubert Molander, Emanuel Treu                                                                     | Hubert Molander, Emanuel Treu | 2017                                              | 2017 | |
| Auf, auf, ihr Buben | aus Kärnten                                                                                       | aus Kärnten | 18. Jahrhundert                                   | 18. Jahrhundert                                                                                         | |
| Auf, auf, ihr Hirten, euch nicht verweilet                                                                                         | aus Schlesien                                                                                     | aus Schlesien | 1842                                              | 1842 | |
| Auf, auf, ihr Hirten in dem Feld                                                                                                   | aus Kärnten                                                                                       | aus Kärnten |                                                   | | |
| Auf, auf, ihr Hirten, nicht schlaft mir so lang                                                                                    | aus Niederösterreich                                                                              | aus Niederösterreich |                                                   | | |
| Auf, auf, ihr Reichsgenossen | Johann Rist                                                                                       | Thomas Selle | 1651                                              | | |
| Auf, Christen, singt festliche Lieder                                                                                              | Augustinus Erthel                                                                                 | aus Fulda |                                                   | 1778 | |
| Auf, ihr Hirten, von dem Schlaf | aus dem Wallis                                                                                    | aus dem Wallis |                                                   | | |
| Auf, ihr Hirtensleut | Eisenärzt (Oberbayern)                                                                            | Eisenärzt (Oberbayern) |                                                   | | |
| Augustus, Cyrenius, die römischen Herren                                                                                           | Kurt Rommel                                                                                       | Kurt Rommel |                                                   | | |
| Aus hartem Weh die Menschheit klagt (Aus hartem Weh klagt menschliches G’schlecht)                                                 | Gesangbuch des Michael Vehe, Leipzig                                                              | | 1537                                              | um 1525                                                                                                 | |
| Aus tausend Traurigkeiten | Friedrich von Bodelschwingh                                                                       | Hans Georg Bertram | 1945                                              | 1975 | |
| Ave Maria zart | Johann Georg Franz Braun                                                                          | Johann Georg Franz Braun | 1675                                              | 1675 | |
| A Weihnacht wie’s früher war |                                                                                                   | |                                                   | | |
| Äppel, Nöß un Marzipan |                                                                                                   | |                                                   | | Interpreten: Bläck Fööss |
| Backen für den Weihnachtsmann |                                                                                                   | |                                                   | | Interpret: Peter Maffay |
| Bald nun ist Weihnachtszeit | Karola Wilke                                                                                      | Wolfgang Stumme | um 1940                                           | um 1940                                                                                                 | |
| Besonders, wenn Weihnachten ist |                                                                                                   | |                                                   | | Interpretinnen: Cora |
| Brich an, du schönes Morgenlicht                                                                                                   | Johann Rist                                                                                       | Johann Schop | 1641                                              | 1641 | |
| Brich an, du schönes Morgenlicht                                                                                                   | Maximilian von Schenkendorf                                                                       | Johannes Dieckmann |                                                   | 16. Jahrhundert                                                                                         | |
| Bruder, ich geh’ auch mit dir | Fritz Dietrich                                                                                    | |                                                   | | |
| Christkindelein | im Elsass                                                                                         | im Elsass | um 1850                                           | um 1850                                                                                                 | |
| Christkindlmarkt, Christkindlmarkt                                                                                                 | Philipp Simon Goletz                                                                              | Philipp Simon Goletz | 1989                                              | 1989 | |
| Christum wir sollen loben schon | Martin Luther                                                                                     | nach Caelius Sedulius | 1524                                              | um 430, Bearbeitung 1524                                                                                | A solis ortus cardine (Caelius Sedulius)                                                                                                   |
| Dann fehlst du mir so sehr |                                                                                                   | |                                                   | | Interpret: Andreas Fulterer |
| Dann ist wieder Weihnachtszeit |                                                                                                   | |                                                   | | Interpretin: Mary Roos |
| Das Christkind ist geboren | Rolf Zuckowski                                                                                    | Rolf Zuckowski |                                                   | | |
| Das Gefühl der Weihnachtszeit |                                                                                                   | |                                                   | | Interpretin: Misha Kovar |
| Das Lichtermeer auf dem Weihnachtsmarkt                                                                                            |                                                                                                   | |                                                   | | Interpretin: Nicole |
| Das Licht in Kinderherzen |                                                                                                   | |                                                   | | Interpretin: Astrid Harzbecker |
| Das Rackedickeducke-Lied | Fredrik Vahle                                                                                     | Fredrik Vahle |                                                   | | |
| Das Volk, das noch im Finstern wandelt                                                                                             | Jürgen Henkys nach „Het volk dat wandelt in het duister“                                          | Frits Mehrtens | 1981                                              | 1959 | Het volk dat wandelt in het duister |
| Das Weihnachts-ABC |                                                                                                   | |                                                   | | Interpretin: Pe Werner |
| Das Wunder der Weihnacht |                                                                                                   | |                                                   | | Interpret: Matthias Lenz |
| Dat Joahr geiht to Ind | Rolf Zuckowski                                                                                    | Rolf Zuckowski |                                                   | | |
| Dein König kommt in niedern Hüllen                                                                                                 | Friedrich Rückert                                                                                 | Johannes Christoph Andreas Zahn                                                                                                   | 1834                                              | 1853 | |
| Dein Reich, o Herr, wird kommen | Georg Thurmair                                                                                    | Adolf Lohmann | 1959                                              | 1961 | |
| Dein Tag, Herr Christ, wirft seinen Schein in unsre Welt schon hell herein                                                         | Eugen Walter                                                                                      | | 1951                                              | 1938 | Macht weit die Pforten |
| Dem der Hirten Lieder klangen |                                                                                                   | | 15. Jahrhundert                                   | | Quem pastores laudavere |
| Den die Hirten lobeten sehre; sekundär mit Heut sein die lieben Engelein und Gottes Sohn ist Mensch geborn zu einem Lied verbunden | Matthäus Ludecus nach Quem pastores laudavere                                                     | Hs. Hohenfurt (CZ-VB, 28) Mitte 15. Jahrhundert / Erstdruck Prag 1541 / bei Valentin Triller                                      | 1584                                              | Mitte 15. Jahrhundert(/1541/1555)                                                                       | Quem pastores laudavere; tschechischer Text bei Jan Roh = Johann Horn 1541; Preis sei Gott im Himmelsthrone (Valentin Triller 1555)        |
| Den geboren hat ein’ Magd | aus dem Andernacher Gesangbuch                                                                    | | 1608                                              | 14. Jahrhundert                                                                                         | Quem nunc virgo peperit |
| Denn es ist Weihnacht |                                                                                                   | |                                                   | | Interpret: Patrick Lindner |
| Denn es ist Weihnachtszeit | Heinz Korn                                                                                        | Jester Joseph Hairston | 1958                                              | 1956 | Interpretin: Margot Eskens |
| Der Christbaum |                                                                                                   | |                                                   | | Interpret: Rainhard Fendrich |
| Der Christbaum ist der schönste Baum                                                                                               | Johannes Carl                                                                                     | Georg Eisenbach | 1842                                              | 1842 | |
| Der du die Welt geschaffen hast | Rudolf Alexander Schröder                                                                         | Hans Friedrich Micheelsen |                                                   | | |
| Der grüne Zweig in unserer Hand | Wilhelm Willms                                                                                    | Peter Janssens | 1980                                              | 1980 | |
| Der Heiland ist geboren | aus Innsbruck                                                                                     | aus Innsbruck |                                                   | 1881/1883                                                                                               | |
| Der heilge Christ ist kommen | Ernst Moritz Arndt                                                                                | Johannes Eccard |                                                   | | |
| Der Himmel freue sich |                                                                                                   | |                                                   | | |
| Der Morgenstern ist aufgedrungen                                                                                                   | Daniel Rumpius / Wilhelm Witzke und Otto Riethmüller (Strophen 2–4)                               | Michael Praetorius | 1587 / 1932                                       | 1609 | |
| Der Sunnwendmann | Martin Greif                                                                                      | Ilse Lang |                                                   | | |
| Der Tag, der ist so freudenreich                                                                                                   | 14./15. Jahrhundert anonym; um 1525 mehrfach neue Strophen hinzugedichtet                         | Handschrift Kloster Medingen; | 14./15. Jahrhundert                               | ca. 1320                                                                                                | Dies est laetitiae in ortu regali |
| Der verlassene Tannenbaum |                                                                                                   | |                                                   | | Interpret: Patrick Lindner |
| Der Weihnachtsmann hat lange blonde Haare                                                                                          |                                                                                                   | |                                                   | | Interpret: Oliver Thomas |
| Der Weihnachtsmann kommt heute in die Stadt                                                                                        |                                                                                                   | |                                                   | | Interpreten: Truck Stop |
| Der Wind weht kalt | Rudolf Otto Wiemer                                                                                | Gerd Watkinson |                                                   | | |
| Der Winter ist ein rechter Mann | Matthias Claudius                                                                                 | Johann Friedrich Reichardt |                                                   | | |
| Dezember Nacht |                                                                                                   | |                                                   | | Interpret: Andrea Berg |
| Dezemberträume | Rolf Zuckowski                                                                                    | Rolf Zuckowski | 1993                                              | 1993 | |
| Die ganze Welt |                                                                                                   | |                                                   | | Interpretin: Isabel Varell |
| Die heil’gen drei König’ | aus Oberbayern                                                                                    | aus Oberbayern |                                                   | | |
| Die Hirten hielten auf dem Feld | Maria Luise Thurmair                                                                              | Heinrich Rohr |                                                   | | |
| Die Nacht ist vorgedrungen | Jochen Klepper                                                                                    | Johannes Petzold | 1938                                              | 1939 | |
| Die Weisen führet Gottes Hand | Mainzer Gesangbuch                                                                                | Mainzer Gesangbuch | 1605                                              | | Uns ist geboren ein Kindelein |
| Dies ist der Tag den Gott gemacht                                                                                                  | Christian Fürchtegott Gellert                                                                     | Martin Luther | 1757                                              | 1539 | Es kam ein Engel hell und klar; Wir singen Dir, Immanuel; Vom Himmel kam der Engel Schar; Vom Himmel hoch, da komm ich her;                |
| Dies ist die Nacht der Engel | Kurt Rose                                                                                         | Joachim Schwarz | 1987                                              | 1987 | |
| Dies ist die Nacht, da mir erschienen                                                                                              | Kaspar Friedrich Nachtenhöfer                                                                     | 1. Chorbuch des Johann Balthasar König 2. Langenöls/bei Johann Balthasar Reimann                                                  | 1684                                              | 1. 1738 2. 1742/1747                                                                                    | O dass ich tausend Zungen hätte (Johann Mentzer); Ich bin getauft auf deinen Namen; Ich habe nun den Grund gefunden (Johann Andreas Rothe) |
| Diholter, dipolter | Edith Bergner                                                                                     | Carl-Ernst Teichmann |                                                   | | |
| Dir schenk ich mein Herz zur Weihnachtszeit                                                                                        |                                                                                                   | |                                                   | | Interpretin: Eva Kaufmann |
| Dort oben vom Berge | aus dem Böhmerwald                                                                                | aus dem Böhmerwald |                                                   | | |
| Drei Kön’ge wandern aus Morgenland                                                                                                 | Peter Cornelius                                                                                   | Peter Cornelius | 1856                                              | 1856 | |
| Drei Wünsche vom Glück – Weihnachtslied                                                                                            | Michael Hansen                                                                                    | Heiko Reissig | 2006                                              | 2006 | |
| Du bist mein Weihnachtsstern |                                                                                                   | |                                                   | | Interpret: G. G. Anderson |
| Du bist nicht allein |                                                                                                   | |                                                   | | Interpretin: Ines Adler |
| Du Kind, zu dieser heilgen Zeit | Jochen Klepper                                                                                    | Volker Gwinner | 1938                                              | 1970 | |
| Du lieber, heilger, frommer Christ                                                                                                 | Ernst Moritz Arndt                                                                                | Gottlob Siegert | 1818                                              | 1822 | |
| Du lieber Weihnachtsmann |                                                                                                   | |                                                   | | Interpretin: Mireille Mathieu |
| Du Spiegel der Dreifaltigkeit | Quentelsches Gesangbuch, Köln                                                                     | Quentelsches Gesangbuch, Köln | 1599                                              | 1599 | |
| Du wesentliches Wort | Lorenz Lorenzen                                                                                   | Johann Heermann | 1700                                              | 1648 | O Gott, du frommer Gott |
| Durch den klaren Winterwald | Egon Günther                                                                                      | Gerhard Wohlgemuth | 20. Jahrhundert                                   | 20. Jahrhundert                                                                                         | |
| Eenmol in't Joahr | Rolf Zuckowski                                                                                    | Rolf Zuckowski |                                                   | | |
| Ehre sei Gott in der Höhe | nach Lk 2,14                                                                                      | Ludwig Ernst Gebhardi |                                                   | um 1830                                                                                                 | |
| Einer schaute immer durch das Schlüsselloch                                                                                        |                                                                                                   | |                                                   | | Interpret: Frans Bauer |
| Eine Weihnachtsparty |                                                                                                   | |                                                   | | Interpretin: Ella Endlich |
| Ein Engel in der Weihnachtszeit | Olaf Bossi, Felix Gauder, Alexandra Kuhn                                                          | Olaf Bossi, Felix Gauder, Alexandra Kuhn                                                                                          | 2015                                              | 2015 | |
| Ein Kind geborn zu Bethlehem | nach Puer natus in Bethlehem                                                                      | Klugs Gesangbuch | 15. und 16. Jahrhundert                           | um 1330                                                                                                 | Puer natus in Bethlehem |
| Ein Kind ist uns geboren heut | nach Natus est nobis hodie                                                                        | Michael Weiße | 1971                                              | 1531 | Natus est nobis hodie |
| Ein Kindelein so löbelich (2. Strophe von Der Tag, der ist so freudenreich)                                                        | Unbekannt                                                                                         | Handschrift Kloster Medingen | 15. Jahrhundert                                   | ca. 1320                                                                                                | Dies est laetitiae in ortu regali |
| Ein Kindlein liegt in dem armen Stall                                                                                              | Martin Gotthard Schneider                                                                         | Martin Gotthard Schneider | 1964                                              | 1964 | |
| Ein Licht in den dunklen Zeiten |                                                                                                   | |                                                   | | Interpretin: Wencke Myhre |
| Eine freudige Nachricht breitet sich aus                                                                                           | Martin Gotthard Schneider                                                                         | Martin Gotthard Schneider | 1975                                              | 1975 | |
| Eine Muh, eine Mäh (Der Weihnachtsmann kommt/Wenn der Weihnachtsbaum uns lacht)                                                    | Waldemar Alfredo                                                                                  | Wilhelm Lindemann | 1912                                              | 1912 | |
| Eine Streu aus Stroh | Erich Fried                                                                                       | Winfrid Heurich | 1958                                              | 1993 | |
| Ein Stern, der für dich scheint |                                                                                                   | |                                                   | | Interpretin: Simone |
| Ein Stern zur Weihnachtszeit |                                                                                                   | |                                                   | | Interpretin: Susan Ebrahimi |
| Ein weißes Schloss das in den Bergen steht                                                                                         |                                                                                                   | |                                                   | | |
| Endlich Weihnacht |                                                                                                   | |                                                   | | Interpret: Frank Schöbel |
| Endlich Weihnachtszeit |                                                                                                   | |                                                   | | Interpretin: Ute Freudenberg |
| Engel auf den Feldern singen | Maria Luise Thurmair                                                                              | aus Frankreich; 2. Hälfte bei Thoinot Arbeau                                                                                      | 1954                                              | 18. Jahrhundert, 2. Hälfte 1589                                                                         | Les Anges dans nos campagnes; Hört der Engel helle Lieder (Otto Abel); 2. Hälfte nach Instrumentaltanz Branle de l’Official                |
| Erfreue dich, Himmel | aus einem Straßburger Gesangbuch                                                                  | aus Straßburg | 1697                                              | 1697 | |
| Ermuntre dich, mein schwacher Geist                                                                                                | Johann Rist                                                                                       | |                                                   | | |
| Er ist die rechte Freudensonn | Georg Weissel                                                                                     | Paul Ernst Ruppel nach Macht hoch die Tür                                                                                         |                                                   | 1955 | |
| Es ist die Zeit |                                                                                                   | |                                                   | | Interpret: Andreas Gabalier |
| Es ist Weihnachtstag |                                                                                                   | |                                                   | | Interpret: Reinhard Mey |
| Es blüh’n drei Rosen |                                                                                                   | | 1840                                              | 1840 | |
| Es blühen die Maien | aus Oberbayern                                                                                    | aus Oberbayern |                                                   | | |
| Es blüht eine Rose zur Weihnachtszeit (Christrosenlied)                                                                            | Kurt Hertha                                                                                       | Robert Stolz | 1967                                              | 1967 | |
| Es flog ein Täublein weiße | Beuttners Gesangbuch                                                                              | Beuttners Gesangbuch | 1602                                              | 1602 | Bis willekomen, herro Krist, Und unser liebe Fraue vom kalten Bronnen (Georg Forster 1539)                                                 |
| Es führt drei König Gottes Hand | aus Köln, Friedrich Spee zugeschrieben                                                            | aus Köln | 1621                                              | 1621 | |
| Es hat sich halt eröffnet | aus Tirol                                                                                         | aus Tirol | vor 1898                                          | vor 1898                                                                                                | |
| Es ist die Zeit | Andreas Gabalier                                                                                  | Andreas Gabalier | 2009                                              | 2009 | |
| Es ist ein Ros entsprungen (Es ist ein Reis entsprungen)                                                                           | nach Jes 11,1 (spätere Varianten von Michael Praetorius und Friedrich Layriz)                     | aus Speyer | 1. und 2. Strophe 1609, 3. und 4. Strophe 1844    | 1599 | |
| Es ist für uns eine Zeit angekommen                                                                                                | aus dem Wiggertal (Strophe 1); Maria Wolters (Strophen 2–9) / Paul Hermann                        | Sterndreherweise aus dem Wiggertal                                                                                                | 1957                                              | 19. Jahrhundert                                                                                         | |
| Es ist Weihnacht |                                                                                                   | |                                                   | | Interpretin: Stephanie |
| Es ist Weihnachtszeit |                                                                                                   | |                                                   | | Interpretin: Xandra |
| Es kam die gnadenvolle Nacht | Johann Caspar Lavater                                                                             | aus dem Kanton Luzern |                                                   | | |
| Es kam ein Engel hell und klar | Valentin Triller (Strophe 1), Rest Martin Luther                                                  | Martin Luther | 1555                                              | 1539 | Dies ist der Tag, den Gott gemacht; Wir singen Dir, Immanuel; Vom Himmel kam der Engel Schar; Vom Himmel hoch, da komm ich her;            |
| Es kommt ein Schiff, geladen | Daniel Sudermann                                                                                  | aus Köln | 1626                                              | 1608 | |
| Es schneit | Rolf Zuckowski                                                                                    | Rolf Zuckowski | 1987                                              | 1987 | |
| Es schneit (Winterfreuden) | Wolfgang Brandenstein                                                                             | Hans Sandig | 20. Jahrhundert                                   | 20. Jahrhundert                                                                                         | |
| Es wird scho glei dumpa | Anton Reidinger                                                                                   | Anton Reidinger nach älteren Vorbildern                                                                                           | vor 1884                                          | 18. Jahrhundert                                                                                         | Melodie nach dem Lied Maria zu lieben, ist allzeit mein Sinn aus dem Paderborner Gesangbuch 1765                                           |
| Freu dich, Erd und Sternenzelt | Leitmeritzer Gesangbuch (Strophen 1–2 und 5) / Johannes Pröger (Strophen 3–4)                     | aus Böhmen | 1844 / um 1950                                    | 15. Jahrhundert                                                                                         | |
| Freuet euch, ihr Christen alle | Christian Keimann                                                                                 | Andreas Hammerschmidt | 1646                                              | 1646 | |
| Freut euch im Herrn, denn er ist nah                                                                                               | Friedrich Dörr                                                                                    | aus Paderborn | 1969                                              | 1616 | |
| Freut euch, ihr lieben Christen | aus Magdeburg                                                                                     | Leonhart Schröter | 1540                                              | 1587 | |
| Freut euch, ihr lieben Christen all                                                                                                | aus Prag                                                                                          | Bartholomeus Gesius | 1612                                              | 1605 | |
| Frieden für an Moment |                                                                                                   | |                                                   | | Interpret: Wolfgang Ambros |
| Frohe Weihnacht |                                                                                                   | |                                                   | | Interpret: Reinhard Mey |
| Frohe Weihnacht mein Engel |                                                                                                   | |                                                   | | Interpret: Andreas Fulterer |
| Fröhliche, fröhliche Weihnachtszeit                                                                                                |                                                                                                   | |                                                   | | Interpret: Chris Roberts |
| Fröhlich soll mein Herze springen                                                                                                  | Paul Gerhardt                                                                                     | Johann Crüger | 1653                                              | 1653 | |
| Fröhliche Weihnacht |                                                                                                   | |                                                   | | Interpret: Nik P. |
| Fröhliche Weihnacht (Macht Euch bereit)                                                                                            | Rolf Zuckowski                                                                                    | Rolf Zuckowski |                                                   | | |
| Fröhliche Weihnacht überall |                                                                                                   | unsicher: aus England |                                                   | | |
| Geborn ist uns ein Kindelein | aus Mainz                                                                                         | aus Mainz | 1605                                              | 1605 | |
| Geh Hansl, pack dei Binggal zamm                                                                                                   | Hermann Delacher                                                                                  | Hermann Delacher | 20. Jahrhundert                                   | 20. Jahrhundert                                                                                         | als Hansl, pack dei Binggerl zamm von den Zillertaler Schürzenjägern                                                                       |
| Gelobet seist du, Jesu Christ | Guido Dreves                                                                                      | Josef Venantius von Wöss | 1886                                              | 1928 | |
| Gelobet seist du, Jesu Christ | Handschrift Kloster Medingen (Strophe 1) / Martin Luther (Strophe 2–7)                            | Handschrift Kloster Medingen | 1380 / 1524                                       | um 1460                                                                                                 | |
| Giebel Glänzen Tief Verschneit | Annelies Paul                                                                                     | Günter Fredrich | 20. Jahrhundert                                   | 20. Jahrhundert                                                                                         | |
| Gott hat das erste Wort | Markus Jenny nach Jan Wits „God heeft het eerste woord“ (1957)                                    | Gerardus Marinus Kremer | 1970                                              | 1957 | God heeft het eerste woord |
| Gott, heilger Schöpfer aller Stern                                                                                                 | Thomas Müntzer nach „Conditor alme siderum“                                                       | Kemptener Hymnar | 1523                                              | um 1000                                                                                                 | Conditor alme siderum |
| Gott sei Dank durch alle Welt | Heinrich Held                                                                                     | aus Frankfurt am Main | 1658                                              | 1659 | auch nach der Melodie Nun komm, der Heiden Heiland                                                                                         |
| Gottes Sohn ist kommen | Michael Weiße oder Johann Horn (= Jan Roh) zugeschrieben                                          | Hs. Hohenfurt (CZ-VB, 42) | 1544                                              | 2. Hälfte 14. Jahrhundert (niedergeschrieben 1410)                                                      | Ave hierarchia, Menschenskind, merk eben (überarb. v. Michael Weiße)                                                                       |
| Grünet Felder, grünet Wiesen | aus Oberösterreich                                                                                | aus Oberösterreich |                                                   | | |
| Grüß euch Gott, Hirtenleut’ | aus Österreich                                                                                    | aus Österreich |                                                   | | |
| Guten Abend, schön Abend, es weihnachtet schon                                                                                     | Fritz Hugo Hoffmann nach einem Kärntner Weihnachtslied (Strophen 1–2); Ilse Naumilkat (Strophe 3) | aus der Steiermark | 1931 (Strophen 1–2); 1947–50 (Strophe 3)          | 1798 | |
| Guten Tag, ich bin der Nikolaus | Rolf Zuckowski                                                                                    | Rolf Zuckowski |                                                   | | |
| Heil’ge Nacht, ich grüße dich | Karl Wilhelm Osterwald                                                                            | Johann Wolfgang Franck |                                                   | 1681 | |
| Heiligobndlied | Johanne Amalie von Elterlein                                                                      | Johanne Amalie von Elterlein |                                                   | | |
| Heiligste Nacht | Salzburg                                                                                          | bei Christian Paul Müller, Landshut                                                                                               | 1783                                              | 1793 | |
| Herbei, o ihr Gläub’gen | Friedrich Heinrich Ranke nach „Adeste fideles“                                                    | John Francis Wade | um 1823                                           | 1751 | Adeste fideles; Nun freut euch, ihr Christen                                                                                               |
| Herr, send herab uns deinen Sohn (Gott, send herab uns deinen Sohn)                                                                | Heinrich Bone                                                                                     | Andermacher Gesangbuch | 1847                                              | 1608 | |
| Heut sein die lieben Engelein (sekundär als 2. Teil des Quempas verwendet, so bei Michael Praetorius 1607)                         | Nikolaus Herman nach Nunc Angelorum Gloria                                                        | Hohenfurt? | 1560 (Erstdruck)                                  | 1410?                                                                                                   | Nunc angelorum gloria |
| Hohe Nacht der klaren Sterne | Hans Baumann                                                                                      | Hans Baumann | 1936                                              | 1936 | |
| Höchste Zeit | Rolf Zuckowski                                                                                    | Rolf Zuckowski |                                                   | | |
| Hört, der Engel helle Lieder | Otto Abel nach Les Anges dans nos campagnes                                                       | aus Frankreich; 2. Hälfte nach Thoinot Arbeau                                                                                     | 1954                                              | 18. Jahrhundert; 2. Hälfte 1589                                                                         | Les Anges dans nos campagnes; Engel auf den Feldern singen (Maria Luise Thurmair)                                                          |
| Hört, es klingt vom Himmelszelt |                                                                                                   | |                                                   | | Interpret: Hein Simons |
| Hört, es singt und klingt mit Schalle                                                                                              | Markus Jenny nach Quem pastores laudavere                                                         | Hs. Hohenfurt (CZ-VB, 28) | 1971                                              | Mitte 15. Jh.                                                                                           | Quem pastores laudavere |
| Ich denk an Weihnachten |                                                                                                   | |                                                   | | Interpret: Michael Wendler |
| Ich fuhr Weihnachten nach Hause |                                                                                                   | |                                                   | | Interpret: Eloy de Jong |
| Ich glaube noch immer an den Weihnachtsmann                                                                                        |                                                                                                   | | 2006                                              | 2006 | Interpretin: Nicole |
| Ich lag und schlief | August Heinrich Hoffmann von Fallersleben                                                         | Johann Friedrich Reichardt |                                                   | 1781 | Melodie von „Der Frühling hat sich eingestellt“                                                                                            |
| Ich steh an deiner Krippen hier | Paul Gerhardt                                                                                     | 1. Melodie wahrscheinlich Martin Luther; 2. Melodie Johann Sebastian Bach (Schemellisches Gesangbuch)                             | 1653                                              | 1529 bzw. 1736                                                                                          | 1. Melodie Nun freut Euch, lieben Christen gmein III (Martin Luther); Es ist gewisslich an der Zeit (Bartholomäus Ringwaldt)               |
| Ich will dem Knäblein schenken | aus Des Knaben Wunderhorn                                                                         | Karl Marx |                                                   | 1897 | |
| Ich wünsch mir einen Traum |                                                                                                   | |                                                   | | Interpret: Frans Bauer |
| Ich wünsche mir zum heiligen Christ                                                                                                | Erica Wildgrube-Ulrici                                                                            | Rolf Zuckowski |                                                   | | |
| Ihr Hirten, erwacht! |                                                                                                   | Albert Gereon Stein | 1852 (Text: um 1800?)                             | 1852 (Melodie: aus Franken, 18. Jahrhundert?)                                                           | |
| Ihr Kinderlein, kommet | Christoph von Schmid                                                                              | Johann Abraham Peter Schulz | 1798 / 1811                                       | 1794 | Wie reizend, wie wonnig ist alles umher (Johann Heinrich Voß)                                                                              |
| Ihr lieben Christen, freut euch nun                                                                                                | Erasmus Alberus                                                                                   | nach „Steht auf ihr lieben Kinderlein“                                                                                            | 1546                                              | 15. Jahrhundert                                                                                         | Steht auf ihr lieben Kinderlein |
| Im Weihnachtsland |                                                                                                   | |                                                   | | Interpreten: Godewind |
| In der Weihnachtsbäckerei | Rolf Zuckowski                                                                                    | Rolf Zuckowski | 1987                                              | 1987 | |
| In dulci jubilo | vmtl. Heinrich Seuse                                                                              | erste Aufzeichnung bei Martin Luther, Klugsches Gesangbuch (1. Auflage verloren, 2., identische Auflage erhalten)                 | vor 1358                                          | wohl 14. Jahrhundert; erste Aufzeichnung = Erstdruck erst 1529 bzw. 1535                                | Der Liedtext wechselt zwischen Deutsch und Latein                                                                                          |
| In einer Höhle in Bethlehem | Klaus Berg                                                                                        | Oskar Gottlieb Blarr |                                                   | | |
| Inmitten der Nacht | aus dem Kinzigtal                                                                                 | aus dem Kinzigtal | 18. Jahrhundert                                   | 18. Jahrhundert                                                                                         | im Elsass als Volkstanz Le Branle des Bergers bekannt                                                                                      |
| In uns’rer Stadt ist Weihnachtsmarkt                                                                                               |                                                                                                   | |                                                   | | Interpret: Jonny Hill |
| It’s Christmas |                                                                                                   | | 2017                                              | 2017 | Englischsprachiger Titel. Deutschsprachiger Liedtext. Interpreten: Feuerherz                                                               |
| Itzund, weil ein jeder schläft | aus „Heilge Christhandlung des Görlitzer Gymnasiums“                                              | aus „Heilge Christhandlung des Görlitzer Gymnasiums“                                                                              | 1668                                              | 1668 | |
| Jauchzet, ihr Himmel, frohlocket, ihr Engel                                                                                        | Gerhard Tersteegen                                                                                | Stralsund | 1731                                              | ca. 1638                                                                                                | Hast du denn Jesu dein Angesicht gänzlich verborgen, Lobe den Herren                                                                       |
| Jedes Jahr, wenn Weihnachten ist                                                                                                   | Rolf Zuckowski                                                                                    | Rolf Zuckowski |                                                   | | |
| Joseph, lieber Joseph mein | Mönch von Salzburg zugeschrieben                                                                  | nach Resonet in laudibus | 14. Jahrhundert                                   | 14. Jahrhundert                                                                                         | |
| Kalenderlied | Willy Dehmel                                                                                      | Franz Grothe | 20. Jahrhundert                                   | 20. Jahrhundert                                                                                         | |
| Kindelein zart | Unbekannt, bei Michael Praetorius                                                                 | nach Tielman Susato, bei Michael Praetorius                                                                                       | (vor) 1609                                        | 1551 / 1609                                                                                             | Volksweise nach Instrumentaltanz Den iersten Galliarden                                                                                    |
| Kindlein mein |                                                                                                   | |                                                   | | |
| Kleenes Kindla, gruußer Goot | Grafschaft Glatz/Schlesien                                                                        | Grafschaft Glatz/Schlesien |                                                   | | Hochdeutsch auch als: Kleiner Knabe, großer Gott                                                                                           |
| Kleine Kinder, große Kinder (Das Adventskalenderlied)                                                                              | Rolf Zuckowski                                                                                    | Rolf Zuckowski |                                                   | | |
| Kling, Glöckchen, klingelingeling                                                                                                  | Karl Enslin                                                                                       | | 1854                                              | vor 1873                                                                                                | |
| Komm, du Heiland aller Welt | Markus Jenny (nach Ambrosius von Mailand)                                                         | aus Einsiedeln | 1971                                              | 12. Jahrhundert                                                                                         | Veni redemptor gentium; Nun komm, der Heiden Heiland                                                                                       |
| Komm eina mein Freund |                                                                                                   | |                                                   | | Interpreten: Gilbert & Harfonie |
| Komm in meine Weihnachtsträume |                                                                                                   | |                                                   | | Interpreten: Nockalm Quintett |
| Komm ins Winterland |                                                                                                   | |                                                   | | Interpretin: Wencke Myhre |
| Komm, wir geh’n nach Bethlehem |                                                                                                   | | Anfang des 19. Jahrhunderts                       | Anfang des 19. Jahrhunderts                                                                             | Pujdem daly do Betlema |
| Komm wir geh′n noch runter in die Stadt                                                                                            |                                                                                                   | |                                                   | | Interpret: Howard Carpendale |
| Kommet, ihr Hirten | Karl Riedel, nach einem Weihnachtslied aus Böhmen                                                 | aus Böhmen | 1870                                              | 1847 | Nesem vám noviny |
| Kommst du, kommst du, Licht der Heiden?                                                                                            | Ernst Christoph Homburg                                                                           | unbekannt | 17. Jahrhundert                                   | 1653, Altdorf                                                                                           | Melodie zu "Ach was soll ich Sünder machen?"                                                                                               |
| Kommt all herzu ihr Engelein | Köln                                                                                              | Augsburg | 1635                                              | 1666 | |
| Kommt her, ihr Kinder, singet fein                                                                                                 | Andernacher Gesangbuch                                                                            | Andernacher Gesangbuch | 1608                                              | 1608 | |
| Kommt und laßt uns Christum ehren                                                                                                  | Paul Gerhardt                                                                                     | Hs. Hohenfurt (CZ-VB, 28) | 1666                                              | Mitte 15. Jh.                                                                                           | Quem pastores laudavere; Den die Hirten lobeten sehre; Dem der Hirten Lieder klangen                                                       |
| Kündet allen in der Not | Friedrich Dörr                                                                                    | von „Morgenglanz der Ewigkeit“ | 1972                                              | | Morgenglanz der Ewigkeit |
| Lass es schnei’n | Lukas Hilbert                                                                                     | Gregor Rottschalk | 2007                                              | 2007 | Interpret Peter Maffay (aus dem Album Frohe Weihnachten mit Tabaluga)                                                                      |
| Lasst das Licht in eure Herzen |                                                                                                   | |                                                   | | Interpret: Patrick Lindner |
| Lasst uns das Kindlein wiegen | Arnold Quentel                                                                                    | Arnold Quentel | 1619                                              | 1604 (München)                                                                                          | |
| Lasst uns froh und munter sein (Nikolauslied)                                                                                      | Josef Annegarn zugeschrieben                                                                      | aus dem Hunsrück und dem Rheinland                                                                                                | 19. Jahrhundert                                   | 19. Jahrhundert                                                                                         | |
| Leise rieselt der Schnee | Eduard Ebel                                                                                       | Volksweise | 1895                                              | | |
| Letztes Jahr an Weihnachten (Last Christmas)                                                                                       | Last Christmas                                                                                    | Wham | 2013 und 2019 (Cover)                             | 2013 und 2019 (Cover)                                                                                   | Interpret: AggroHürth aka. Wise Guys orientiert am Original                                                                                |
| Licht, das uns erschienen | Maria Luise Thurmair                                                                              | Heinrich Rohr | 1952                                              | 1952 | |
| Lieber guter Weihnachtsmann | Rolf Zuckowski                                                                                    | Trad./ Bearb.: Michael Reinecke / Rolf Zuckowski                                                                                  |                                                   | | |
| Lieb Nachtigall, wach auf! (Wach, Nachtigall, wach auf)                                                                            | aus dem Bamberger Gesangbuch                                                                      | aus dem Bamberger Gesangbuch | 1670                                              | 1670 | |
| Lied vom Weihnachtsmann | Fredrik Vahle                                                                                     | Fredrik Vahle |                                                   | | |
| Lobt Gott, ihr Christen alle gleich                                                                                                | Nikolaus Herman                                                                                   | Nikolaus Herman | 1560                                              | 1554 | Kommt her, Ihr lieben Schwesterlein (ebenfalls Nikolaus Herman) / gregorianischer Introitus Puer natus est                                 |
| Macht hoch die Tür, die Tor macht weit                                                                                             | Georg Weissel (nach Ps 24,7-10 )                                                                  | bei Johann Athanasius Freylinghausen, Hallesches Gesangbuch                                                                       | 1623 / 1642                                       | 1704 | |
| Macht weit die Pforten in der Welt                                                                                                 | Albert Knapp                                                                                      | Adolf Lohmann | vor 1864                                          | 1938 | |
| Manchmal denk’ ich, es gibt keine Weihnacht                                                                                        | Martin Gotthard Schneider                                                                         | Martin Gotthard Schneider |                                                   | | |
| Maranatha – Herr komm doch wieder                                                                                                  | aus der DDR                                                                                       | | 1973                                              | | |
| Maria durch ein Dornwald ging | Nach A. von Harthausen, Geistliche Volkslieder                                                    | aus dem Eichsfeld | vor 1850                                          | vor 1850                                                                                                | |
| Mein Herz will ich dir schenken | Clausener Gesangbuch                                                                              | Clausener Gesangbuch | 1653                                              | 1653 | |
| Mein Weihnachtstraum |                                                                                                   | |                                                   | | |
| Meine Frau der Hund und ich |                                                                                                   | |                                                   | | Interpret: Nik P. |
| Menschen, die ihr wart verloren | Christoph Bernhard Verspoell                                                                      | Christoph Bernhard Verspoell | 1810                                              | 1810 | |
| Merry Christmas allerseits | Udo Jürgens                                                                                       | Udo Jürgens | 2003                                              | 2003 | Interpret: Udo Jürgens |
| Merry Christmas, mein Schatz |                                                                                                   | |                                                   | | Interpreten: Silke & Dirk Spielberg |
| Merry Xmas |                                                                                                   | |                                                   | | Interpret: Christin Stark |
| Mit deinen Augen |                                                                                                   | |                                                   | | Interpret: Achim Weinzen |
| Mit Ernst, o Menschenkinder | Valentin Thilo                                                                                    | aus Lyon (Jehan Chardavoine?) | 1642                                              | 1557 | Une jeune fillette; Von Gott will ich nicht lassen (Ludwig Helmbold); Helft mir, Gotts Güte preisen (Paul Eber)                            |
| Mit Nichts von Nichts hast du begonnen                                                                                             | Cornelis Kok nach Huub Oosterhuis’ Lied van de schepping                                          | | 1999                                              | | |
| Mitten im Dezember |                                                                                                   | |                                                   | | Interpret: Nino de Angelo |
| Mitten in der Nacht | Rolf Zuckowski                                                                                    | Rolf Zuckowski | 1993                                              | 1993 | |
| Morgen, Kinder, wird’s was geben                                                                                                   | Karl Friedrich Splittegarb                                                                        | Verschiedene Melodiefassungen: 1. Carl Gottlieb Hering 2. Volksweise aus Berlin                                                   | 1795                                              | 1. 1809 2. 1811                                                                                         | |
| Morgen kommt der Nikolaus | Rolf Zuckowski                                                                                    | Rolf Zuckowski |                                                   | | |
| Morgen kommt der Weihnachtsmann | August Heinrich Hoffmann von Fallersleben                                                         | französisches Salonlied Ah ! vous dirai-je, maman                                                                                 | 1835                                              | 1761 | |
| Morgenstern der finstern Nacht | Angelus Silesius                                                                                  | aus Breslau |                                                   | 1657 | |
| Nachdem dein Stern in Bethlehem erschienen                                                                                         | Georg Schmid                                                                                      | Maria Loohuss | 1976                                              | 1976 | |
| Nichts ist so schön wie Weihnachten                                                                                                |                                                                                                   | |                                                   | | Interpret: Jonny Hill |
| Nun es nahen sich die Stunden | Sarntal, Südtirol                                                                                 | |                                                   | | |
| Nun freut euch, ihr Christen | Joseph Hermann Mohr                                                                               | John Francis Wade | 1873                                              | 1751 | Adeste fideles, Herbei, o ihr Gläubigen |
| Nun jauchzet, all ihr Frommen | Michael Schirmer                                                                                  | Johann Crüger | 1640                                              | 1640 | |
| Nun komm, der Heiden Heiland | Martin Luther (nach Ambrosius von Mailand)                                                        | aus Einsiedeln | 1524 (386)                                        | 12. Jahrhundert                                                                                         | Veni redemptor gentium |
| Nun komm, Du Fest der Kerzen | Wolfgang Richter                                                                                  | Walter Krumbach | 20. Jahrhundert                                   | 20. Jahrhundert                                                                                         | Gleich kommt der Sandmann |
| Nun singet und seid froh | Hannoversches Gesangbuch                                                                          | Klugs Gesangbuch | 1646                                              | 1545 | In dulci jubilo |
| Nürnberger Christkindlesmarkt-Walzer                                                                                               |                                                                                                   | |                                                   | | Interpret: Udo Jürgens |
| O Bethlehem, du kleine Stadt | Helmut Barbe nach „O Little Town of Bethlehem“                                                    | aus England | 1954                                              | 16. Jahrhundert                                                                                         | O Little Town of Bethlehem |
| O du fröhliche | Johannes Daniel Falk / Heinrich Holzschuher (Strophen 2–3)                                        | aus Sizilien | 1816 / 1829                                       | vor 1788                                                                                                | O sanctissima |
| O du liebes Jesuskind | Augsburg                                                                                          | Grafschaft Glatz | 1859                                              | 1894 | |
| O du mein Trost und süßes Hoffen                                                                                                   | Karl Wilhelm Osterwald                                                                            | Johann Wolfgang Franck |                                                   | | |
| O du schöne Weihnachtszeit | Fredrik Vahle                                                                                     | Fredrik Vahle |                                                   | | |
| O du stille Zeit | Joseph von Eichendorff                                                                            | Cesar Bresgen |                                                   | | |
| O Freude über Freude | aus Schlesien                                                                                     | aus Schlesien | um 1840                                           | um 1840                                                                                                 | |
| O freudenreicher Tag | aus Franken                                                                                       | aus Franken | 19. Jahrhundert                                   | 19. Jahrhundert                                                                                         | |
| O Heiland, reiß die Himmel auf | Friedrich Spee von Langenfeld                                                                     | Rheinfelsisches Gesangbuch, Augsburg                                                                                              | 1622                                              | 1638 | Gregorianischer Introitus Rorate caeli. |
| O heilig Kind |                                                                                                   | Brüdergemeine | 1800                                              | | |
| Oh, es riecht gut | Christel Ulbrich                                                                                  | Christel Ulbrich | um 1949                                           | um 1949                                                                                                 | |
| O Jesulein süß | Valentin Thilo                                                                                    | Johann Degen, Bearbeitung Samuel Scheidt                                                                                          | 1650                                              | 1628, bearbeitet 1650 (Görlitzer Tabulatur)                                                             | Ist das der Leib, Herr Jesu Christ (Friedrich Spee von Langenfeld)                                                                         |
| O Jesulein zart | Friedrich Spee von Langenfeld                                                                     | Gesangbuch des Peter von Brachel, Köln                                                                                            | 1623                                              | 1623 | |
| O Jubel, o Freud |                                                                                                   | aus Kärnten |                                                   | | |
| O komm, o komm, du Morgenstern | Otmar Schulz (nach dem englischen O Come, O Come Emmanuel)                                        | aus Frankreich | 1975                                              | 15. Jahrhundert                                                                                         | |
| O komm, o komm, Emmanuel (O komm, o komm, Immanuel)                                                                                | verschiedene Textfassungen, darunter Christoph Bernhard Verspoell, Heinrich Bone                  | Kölner Gesangbuch | 1722                                              | | Veni, veni, Emmanuel |
| O laufet, ihr Hirten | aus Schlesien                                                                                     | Volkslied aus Schlesien | 1842                                              | 1842 | |
| O selicha Weihnachtszeit | Anton Günther                                                                                     | Anton Günther | 1907                                              | 1907 | |
| O selige Nacht |                                                                                                   | | 1677                                              | 1677 | |
| O Tannenbaum | August Zarnack / Ernst Anschütz                                                                   | | 1819/1824                                         | | |
| O Tannenbaum, du trägst ein’ grünen Zweig                                                                                          | Münster                                                                                           | aus dem Paderbornschen | 1550                                              | 1812 | |
| O Weihnacht, du friedvolle Zeit |                                                                                                   | |                                                   | | |
| O Weihnachtszeit |                                                                                                   | |                                                   | | |
| O Wunder groß | nach David Gregor Corner, Neufassung (2. Strophe): Irmgard Laubscher                              | David Gregor Corner | 1631/1971                                         | 1631 | |
| Peace, Frieden, Schalom, Salam |                                                                                                   | |                                                   | | Interpreten: Höhner |
| Pulverschnee und Zärtlichkeit |                                                                                                   | |                                                   | | Interpret: G. G. Anderson |
| Sankt Niklas war ein Seemann | Georg Buschor                                                                                     | Freddy Quinn | 1972                                              | 1972 | Interpret: Freddy Quinn |
| Schau es schneit |                                                                                                   | |                                                   | | Interpret: Rüdiger Wolff |
| Schenk mir dein Herz zum Weihnachtsfest                                                                                            |                                                                                                   | |                                                   | | Interpretin: Allessa |
| Schlaf wohl, du Himmelsknabe du | Friedrich Daniel Schubart                                                                         | mehrere Fassungen, darunter von Franz Joseph Fehr, Carl Neuner, Johann Kaspar Aiblinger, Heinrich Reimann                         | 1786                                              | | |
| Schlaf, mein Kindelein | aus Straßburg                                                                                     | aus Straßburg | 1697                                              | 1697 | |
| Schlittenfahrt |                                                                                                   | | 20. Jahrhundert                                   | 20. Jahrhundert                                                                                         | |
| Schnee, Schnee, Schnee, liebes Windchen weh                                                                                        | Suse Hecht-Wieber                                                                                 | Suse Hecht-Wieber | 20. Jahrhundert                                   | 20. Jahrhundert                                                                                         | |
| Schneeflöckchen, Weißröckchen | Hedwig Haberkern                                                                                  | Unbekannt | 1869                                              | vor 1915                                                                                                | |
| Schneemann | Sia Furler, Greg Kurstin                                                                          | Sia Furler, Greg Kurstin | 2024                                              | 2017 | Interpretin: Vanessa Mai |
| Schöne Winterszeit | Bernhard Bohlke                                                                                   | Herbert Schlier |                                                   | | |
| Schönstes Kindlein | aus Regensburg                                                                                    | aus Regensburg | 1861                                              | 1861 | |
| Seht, die gute Zeit ist nah | Friedrich Walz (nach einem Weihnachtslied aus Mähren)                                             | Weihnachtslied aus Mähren | 1972                                              | traditionell                                                                                            | |
| Seht, unser König kommt |                                                                                                   | |                                                   | | |
| Sei uns mit Jubelschalle |                                                                                                   | Wolfgang Amadeus Mozart zugeschrieben                                                                                             | um 1780                                           | vor 1791                                                                                                | |
| Sei uns willkommen, Herre Christ                                                                                                   | 11. Jahrhundert; Neuvertonung Walter Rein                                                         | aus Aachen | 11. Jahrhundert; Neuvertonung 1934                | 13./14. Jahrhundert                                                                                     | Bis willekommen, Herre Christ; Nun sei uns willkommen, Herre Christ                                                                        |
| Sieh, dein Licht will kommen | Maria Luise Thurmair                                                                              | Markus Jenny | 1971                                              | 1971 | |
| Sieh, es wird der Herr sich nah’n                                                                                                  | Leitmeritzer Choralbuch                                                                           | Leitmeritzer Choralbuch |                                                   | | |
| Sind die Lichter angezündet | Erika Engel-Wojahn                                                                                | Hans Sandig |                                                   | | |
| Singen wir mit Fröhlichkeit | Str. 1 nach Kirchenlied; Str. 2–4 nach Resonet in laudibus                                        | Seckau und Moosburger Graduale | Str. 1: 1938; Str. 2–4: 1973 nach 14. Jahrhundert | 1345 und 1360                                                                                           | |
| Singet frisch und wohlgemut | Böhmische Brüder                                                                                  | Klugs Gesangbuch |                                                   | | |
| Single-Bells |                                                                                                   | | 1999                                              | 1999 | Co-Komponistin, Produzentin und Interpretin Kristina Bach                                                                                  |
| Singt nun alle, singt mit uns | Friedrich Walz                                                                                    | aus der Ukraine |                                                   | | |
| ’s Kerzel brennt |                                                                                                   | |                                                   | | Interpreten: Aschberger Saitenmusi |
| So kommt nun, ihr Hirten | Cesar Bresgen                                                                                     | Cesar Bresgen |                                                   | | |
| Solang noch Wunder möglich sind |                                                                                                   | |                                                   | | Interpretin: Claudia Jung |
| So viel Heimlichkeit in der Weihnachtszeit                                                                                         | Lotte Schuffenhauer                                                                               | Lotte Schuffenhauer |                                                   | | |
| ’s Raachermannel | Erich Lang                                                                                        | Erich Lang | 1937                                              | 1937 | |
| Steht auf, ihr lieben Kinderlein                                                                                                   | Erasmus Alberus                                                                                   | Nikolaus Herman | vor 1553                                          | 15. Jahrhundert                                                                                         | |
| Steht auf und erhebt die Häupter                                                                                                   | Lk 21,28                                                                                          | Volker Ochs |                                                   | um 1980                                                                                                 | |
| Stern über Bethlehem | Alfred Hans Zoller                                                                                | Alfred Hans Zoller | 1963                                              | 1963 | |
| Sterne der heiligen Nacht |                                                                                                   | |                                                   | | |
| Sterne über stillen Straßen | Gerhard Wohlgemuth                                                                                | Gerhard Wohlgemuth & Hans Naumilkat                                                                                               | 20. Jahrhundert                                   | 20. Jahrhundert                                                                                         | |
| Still senkt sich die Nacht hernieder                                                                                               | Hermann Heinz Wille                                                                               | Gerhard Wohlgemuth | 1953                                              | | |
| Still, still, still (weil’s Kindlein schlafen will)                                                                                | aus Salzburg                                                                                      | aus Salzburg | 1819                                              | 1819 | |
| Stille Nacht, heilige Nacht | Joseph Mohr                                                                                       | Franz Xaver Gruber | 1816                                              | 1818 | |
| Stille, stille, kein Geräusch gemacht                                                                                              | aus Thüringen                                                                                     | aus Thüringen | vor 1830                                          | vor 1830                                                                                                | Wiegenlied, in manchen Textfassungen auch als Weihnachtslied, Melodie auch als Trinklied Bier her, Bier her, oder ich fall um.             |
| Süßer die Glocken nie klingen | Friedrich Wilhelm Kritzinger                                                                      | aus Thüringen |                                                   | 1826 | Seht, wie die Sonne dort sinket |
| Süß singt der Engel Chor Weihnacht                                                                                                 |                                                                                                   | |                                                   | | Interpret: Costa Cordalis |
| Tag an Glanz und Freuden groß | Maria Luise Thurmair nach „Dies est laetitiae“                                                    | aus Medingen | 1969                                              | um 1320                                                                                                 | Dies est laetitiae |
| Tau aus Himmelshöhn | Maria Luise Thurmair                                                                              | Heinrich Rohr | 1952                                              | 1952 | |
| Tauet Himmel aus den Höhn | Johannes Schlick                                                                                  | Johann Spangenberg | 1970                                              | 1544 | |
| Tauet, Himmel, den Gerechten | Michael Denis (nach Jes 45,8 )                                                                    | Norbert Hauner | 1774                                              | 1777 | |
| Tausend gold'ne Weihnachtssterne                                                                                                   | Elke Martens                                                                                      | Wilfried Peetz |                                                   | | |
| Tausend kleine Winterfeuer |                                                                                                   | |                                                   | | Interpretin: Kristina Bach |
| Tausend Sterne sind ein Dom | Siegfried Köhler                                                                                  | Siegfried Köhler | 1946                                              | 1946 | |
| Tief im kalten Winter |                                                                                                   | Aus dem Weihnachtsalbum von Otto Fröhlich                                                                                         |                                                   | | |
| Tochter Zion, freue dich | Friedrich Heinrich Ranke                                                                          | Georg Friedrich Händel | um 1826                                           | 1747 | See the conqu’ring hero comes |
| Tragt in die Welt nun ein Licht | Wolfgang Longardt                                                                                 | Wolfgang Longardt | 1972                                              | 1972 | |
| Traum von Bethlehem |                                                                                                   | |                                                   | | Interpret: Ella Endlich |
| Traum von Weihnachten | Peter Heppner                                                                                     | Lothar Mannteuffel, Dirk Riegner                                                                                                  | 2012                                              | 2012 | Dream of Christmas |
| Tröstet, tröstet, spricht der Herr                                                                                                 | Waldemar Rode (nach Jes 40,1-10 )                                                                 | Hans Friedrich Micheelsen | 1938                                              | 1938 | |
| Trucker-Weihnacht |                                                                                                   | |                                                   | | Interpretin: Sally Carter |
| Turaluraluralu – Ich mach BuBu was machst du                                                                                       | Kralle Krawinkel und Stephan Remmler                                                              | Kralle Krawinkel und Stephan Remmler                                                                                              | 1982                                              | 1982 | Interpreten: Trio |
| Überall ist Bethlehem |                                                                                                   | | 1992                                              | 1992 | Interpretin: Hanne Haller |
| Übers Gebirg Maria geht |                                                                                                   | |                                                   | | |
| … und Frieden für die Welt | Original: Jester Hairston, Deutsch: Rolf Zuckowski                                                | Jester Hairston |                                                   | 1956 | Originaltext: Mary’s Boy Child |
| Und wir zünden Lichter an | Günter Deicke                                                                                     | Joachim Werzlau | 20. Jahrhundert                                   | 20. Jahrhundert                                                                                         | |
| Uns ist ein Kindlein heut geborn                                                                                                   | nach Parvulus nobis nascitur                                                                      | Bartholomeus Gesius | 1560                                              | 1601 | |
| Uns ist geboren ein Kindelein |                                                                                                   | | 17. Jahrhundert                                   | 14. Jahrhundert                                                                                         | Die Weisen führet Gottes Hand |
| Uns wird erzählt von Jesus Christ                                                                                                  | Kurt Rommel                                                                                       | Kurt Rommel | 1967                                              | 1967 | |
| Unser lieben Frauen Traum (Und unser lieben Frauen)                                                                                | Beuttners Gesangbuch                                                                              | Beuttners Gesangbuch | vor 1602                                          | vor 1602                                                                                                | |
| Unser Weihnachtsbaum |                                                                                                   | |                                                   | | Interpret: Dirk Busch |
| Verzauberte Nacht |                                                                                                   | |                                                   | | Interpretin: Gaby Albrecht |
| Vom Himmel hoch, da komm ich her                                                                                                   | Martin Luther nach Lk 2,9-16                                                                      | Martin Luther | 1535                                              | 1539 | |
| Vom Himmel hoch, o Engel, kommt | Friedrich Spee von Langenfeld zugeschrieben                                                       | Paderborn | 1622                                              | 1616 | Älteste Textversion Vom Himmel kompt, o Engel kompt                                                                                        |
| Vom Himmel kam der Engel Schar | Martin Luther                                                                                     | Martin Luther | 1543                                              | 1539 | Dies ist der Tag, den Gott gemacht; Es kam ein Engel hell und klar; Wir singen Dir, Immanuel; Vom Himmel hoch, da komm ich her;            |
| Von Gott kommt diese Kunde | Peter Spangenberg                                                                                 | Johann Crüger |                                                   | 1647 | |
| Vorfreude, schönste Freude (Freude im Advent)                                                                                      | Erika Engel-Wojahn                                                                                | Hans Naumilkat |                                                   | | |
| Wachet auf, ruft uns die Stimme | Philipp Nicolai                                                                                   | Philipp Nicolai | 1599                                              | 1599 | |
| Wärst du, Kindchen, im Kaschubenlande                                                                                              | Werner Bergengruen                                                                                | | 1927                                              | | |
| Wär’ uns der Himmel schon immer so nah                                                                                             |                                                                                                   | |                                                   | | Interpretin: Mary Roos |
| Was bringt der Dezember? | Orig. Text: Beat Jäggi, Deutscher Text: Rolf Zuckowski                                            | Peter Reber |                                                   | | |
| Was bringt der Weihnachtsmann | August Heinrich Hoffmann von Fallersleben                                                         | |                                                   | 1842 | |
| Was ist das nur heut | Cesar Bresgen                                                                                     | Cesar Bresgen |                                                   | | |
| Was ist vor neue Freud |                                                                                                   | |                                                   | | |
| Was soll das bedeuten | aus Österreich, Schlesien u. a.                                                                   | aus Schlesien | vor 1656                                          | vor 1842                                                                                                | |
| Weihnachten auf hoher See |                                                                                                   | | 1963                                              | 1963 | Interpret: Freddy Quinn |
| Weihnacht daheim |                                                                                                   | |                                                   | | Interpret: Rainhard Fendrich |
| Weihnacht ist, und jeder Raum glänzt im Kerzenschimmer (Weihnachtsabend)                                                           | Willi Layh                                                                                        | Ernst Meyerolbersleben | 20. Jahrhundert                                   | 20. Jahrhundert                                                                                         | |
| Weihnacht zuhause |                                                                                                   | |                                                   | | Interpretin: Nicole |
| Weihnachten bin ich zu Haus |                                                                                                   | | 1968                                              | 1968 | Interpret: Roy Black |
| Weihnachten in den Dolomiten |                                                                                                   | |                                                   | | Interpreten: Kastelruther Spatzen |
| Weihnachten in der Silberstadt | Matthias Reich                                                                                    | Matthias Reich | 2009                                              | 2009 | |
| Weihnachten in Tirol | Dietmar Ganshofer, Willibald Ganster                                                              | Helmuth Karl Gruber | 2008                                              | 2008 | Hansi Hinterseer |
| Weihnachten lebt |                                                                                                   | |                                                   | | Interpretin: Simone |
| Weihnachten ist das Fest der Liebe                                                                                                 |                                                                                                   | |                                                   | | Angela Wiedl |
| Weihnachten ist Party für Jesus | Daniel Kallauch                                                                                   | Daniel Kallauch, Cornelius Schock                                                                                                 | 1996                                              | 1996, 2005                                                                                              | Daniel Kallauch uam\| |
| Weihnachten steht vor unserer Tür                                                                                                  |                                                                                                   | |                                                   | | |
| Weihnachten tief in meinem Herz |                                                                                                   | |                                                   | | Interpret: Gilbert |
| Weihnachten wie immer |                                                                                                   | | 2001                                              | 2001 | Interpret: Wolfgang Ambros |
| Weihnachten wie’s früher war |                                                                                                   | |                                                   | | |
| Weihnachten wirst du bei mir sein                                                                                                  |                                                                                                   | |                                                   | | Interpretin: Claudia Jung |
| Weihnacht im Schnee |                                                                                                   | | 1973                                              | 1973 | Interpret: Rex Gildo |
| Weihnacht im Wunderland |                                                                                                   | | 1999                                              | 1999 | Interpret: Peter Sebastian |
| Weihnacht ist immer und überall | Philipp Simon Goletz                                                                              | Fabian P/Philipp Simon Goletz | 1993                                              | 1993 | |
| Weihnacht oh Weihnacht |                                                                                                   | |                                                   | | Interpretin: Tina Rainford |
| Weihnacht wie es früher einmal war                                                                                                 |                                                                                                   | |                                                   | | Interpret: Tommy Steiner |
| Weihnachtsabend in der City |                                                                                                   | |                                                   | | Interpret: Howard Carpendale |
| Weihnachtsfrieden |                                                                                                   | |                                                   | | |
| Weihnachtsgruaß |                                                                                                   | |                                                   | | Interpreten: Die Seer |
| Weihnachtskuchen |                                                                                                   | |                                                   | | Interpret: Peter Alexander |
| Weihnachtslieder |                                                                                                   | |                                                   | | Interpreten: Kathrin und Peter |
| Weihnachtsmarkt am alten Dom | Ben Brocker                                                                                       | Leo Garsson | 20. Jahrhundert                                   | 20. Jahrhundert                                                                                         | |
| Weihnachtsmärchen |                                                                                                   | |                                                   | | |
| Weihnachtsmärchenland |                                                                                                   | |                                                   | | Interpret: Peter Sebastian |
| Weihnachtssong | Sido                                                                                              | Beathoavenz | 2003                                              | 2003 | Interpret: Sido |
| Weihnachtsstern |                                                                                                   | |                                                   | | Interpretin: Angelina |
| Weihnachtsträume |                                                                                                   | |                                                   | | Interpreten: Cagey Strings |
| Weihnachtszeit | Johannes Stankowski                                                                               | Johannes Stankowski |                                                   | | |
| Weihnachtszeit-Kinderzeit | Udo Jürgens                                                                                       | Udo Jürgens |                                                   | | |
| Weihnachtszeit-Schöne Zeit |                                                                                                   | |                                                   | | Interpret: Tommy Steiner |
| Weihnacht, was bist du? | Rolf Zuckowski                                                                                    | Rolf Zuckowski |                                                   | | |
| Weihnacht zu Haus |                                                                                                   | |                                                   | | Interpretin: Kristina Bach |
| Weil Gott in tiefster Nacht erschienen                                                                                             | Dieter Trautwein                                                                                  | Dieter Trautwein | 1963                                              | 1963 | |
| Weiße Weihnacht | Oliver Lukas, Mihael Hercog, Saša Lendero, Jörgen Andersson, Thorsten Brötzmann                   | Oliver Lukas, Mihael Hercog, Saša Lendero, Jörgen Andersson, Thorsten Brötzmann                                                   | 2017                                              | 2017 | Interpret: Semino Rossi |
| Wenn es kalt wird auf der Welt |                                                                                                   | |                                                   | | Interpret: Bernhard Brink |
| Wenn Weihnachten ist |                                                                                                   | Aus dem Weihnachtsalbum von Otto Fröhlich                                                                                         |                                                   | | |
| Wer klopfet an? | aus Oberbayern                                                                                    | aus Oberbayern | um 1880                                           | um 1880                                                                                                 | |
| Wieder mal ist Weihnachtszeit | Heiko Fieber                                                                                      | Andreas Schenker | 2011                                              | 2011 | Interpret: Benno Weger |
| Wie schön leuchtet der Morgenstern                                                                                                 | Philipp Nicolai                                                                                   | Philipp Nicolai | 1598                                              | 1598 | |
| Wie soll ich dich empfangen | Paul Gerhardt                                                                                     | Johann Crüger | 1653                                              | 1653 | |
| Winterrosen |                                                                                                   | |                                                   | | Interpret: Cora |
| Winterzeit, Weihnachtszeit |                                                                                                   | |                                                   | | Interpret: Rolf Zuckowski |
| Wir bitten dich, o Jesulein |                                                                                                   | | 18. Jahrhundert                                   | 18. Jahrhundert                                                                                         | |
| Wir Christenleut’ han jetzund Freud’                                                                                               | Kaspar Füger                                                                                      | Johann Crüger | vor 1593                                          | 1640 | |
| Wir sagen euch an den lieben Advent                                                                                                | Maria Ferschl                                                                                     | Heinrich Rohr | 1954                                              | 1954 | |
| Wir singen dir, Immanuel | Paul Gerhardt                                                                                     | Martin Luther |                                                   | | Dies ist der Tag, den Gott gemacht; Es kam ein Engel hell und klar; Vom Himmel kam der Engel Schar; Vom Himmel hoch, da komm ich her;      |
| Wir wollen ein Liedelein singen | aus dem Sudetenland                                                                               | aus dem Sudetenland |                                                   | | |
| Wir wünschen euch ein frohes Fest                                                                                                  |                                                                                                   | |                                                   | | Interpreten: Truck Stop |
| Wisst ihr noch, wie es geschehen                                                                                                   | Hermann Claudius                                                                                  | Christian Lahusen | 1939                                              | 1939 | |
| Wo wohnt wohl der Weihnachtsmann?                                                                                                  | Fredrik Vahle                                                                                     | Fredrik Vahle |                                                   | | |
| Wunderbarer Gnadenthron | Johannes Olearius                                                                                 | | 1665                                              | 15. Jahrhundert                                                                                         | In natali domini |
| Zimetschtern han i gern | Andrew Bond                                                                                       | James Lord Pierpont | 1998                                              | um 1850                                                                                                 | Jingle Bells |
| Zu Bethlehem geboren | Friedrich Spee von Langenfeld                                                                     | aus Paris | 1637                                              | 1599 | Une petite feste |
| Zumba, zumba, welch ein Singen | deutsch von Lieselotte Holzmeister                                                                | aus León (Spanien) |                                                   | | Zumba, zúmbale al pandero |
| Zum Weihnachtsfest seh’n wir uns wieder                                                                                            |                                                                                                   | |                                                   | | Interpret: Roland Kaiser |
| Zu Weihnachten wünsch ich mir dich                                                                                                 |                                                                                                   | |                                                   | | Interpret: Allessa |